# Hochschule für angewandtes Management

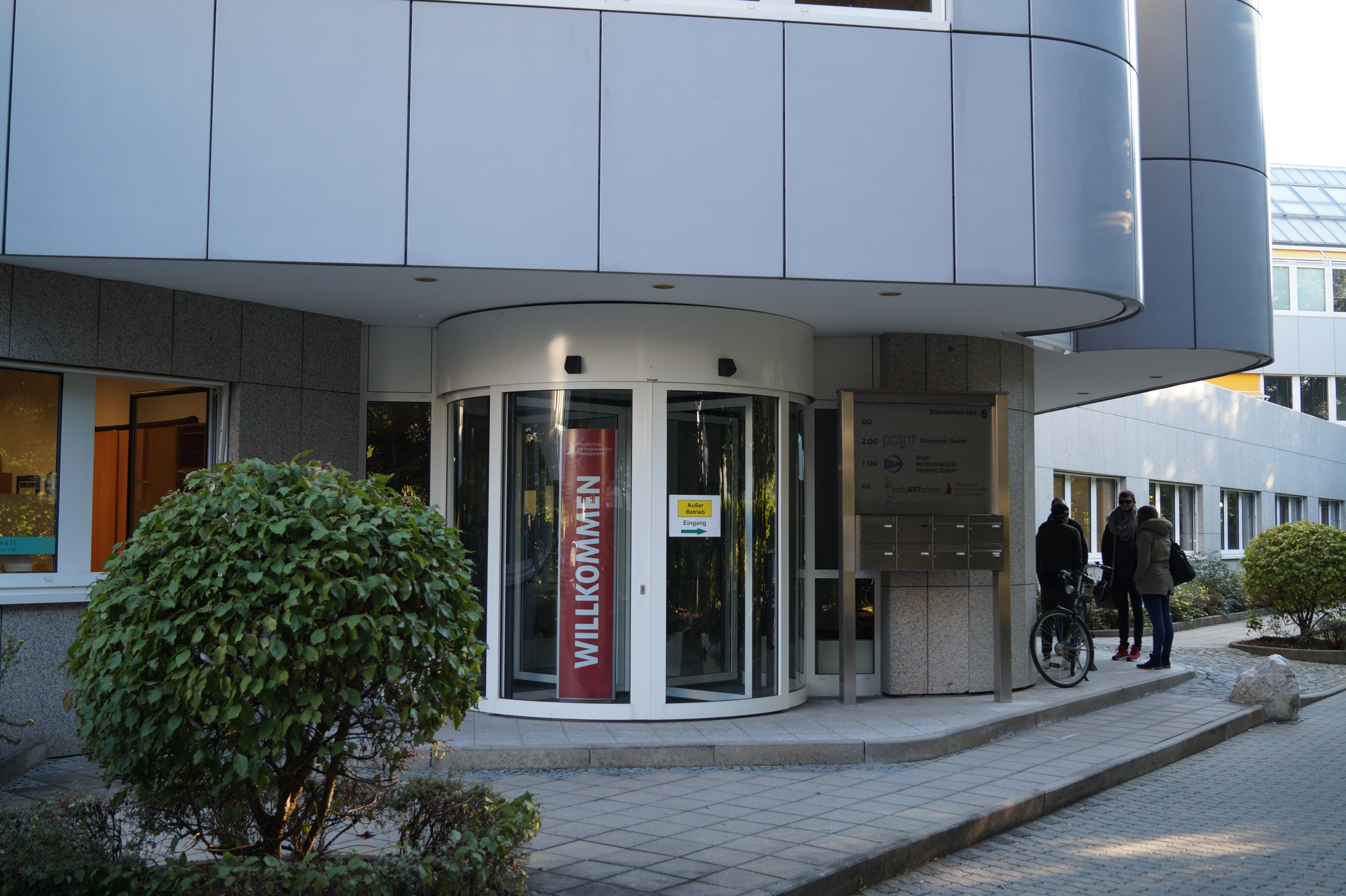
Campus Ismaning

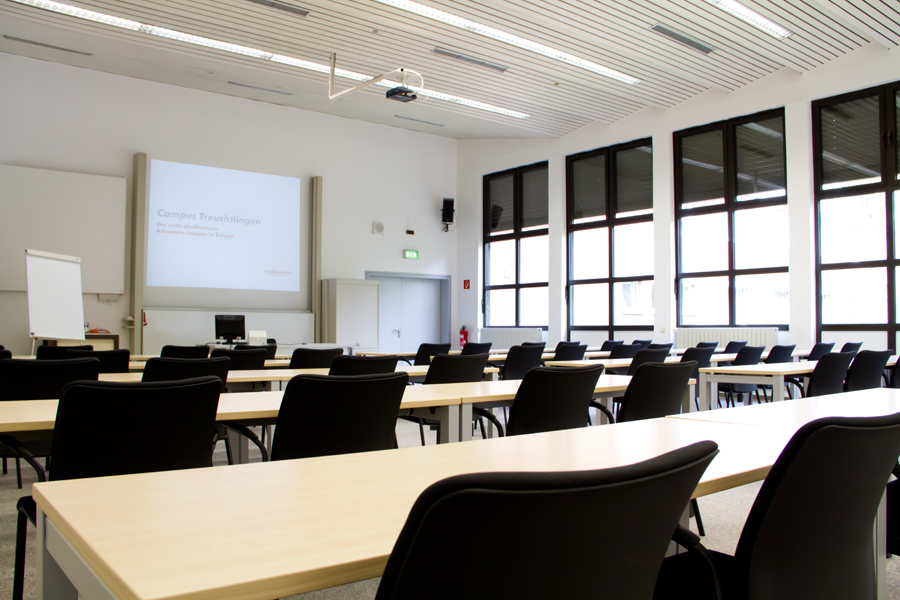
Studienräume

Die Hochschule für angewandtes Management (HAM) ist eine private, staatlich anerkannte Fachhochschule mit Hauptsitz in Ismaning, die 2004 gegründet wurde. Weitere Studienzentren befinden sich in Berlin, Düsseldorf, Frankfurt am Main, Hamburg, Köln, Mannheim, Nürnberg, Stuttgart, Treuchtlingen, Unna und Wien. Die Hochschule bietet Studiengänge in den Bereichen Betriebswirtschaftslehre, Sportmanagement sowie Technologie und Medien an. Bis 2017 befand sich der Hauptstandort in Erding.

## Geschichte
Die Hochschule für angewandtes Management wurde 2004 als Fachhochschule für angewandtes Management in Erding gegründet und später in Hochschule für angewandtes Management umbenannt. 2015 verlagerte die Hochschule einen Teil ihrer Studierenden nach Ismaning. 2017 zog sie dann komplett an ihren neuen Hauptsitz Ismaning um. 2012 wurde die HAM institutionell durch den Wissenschaftsrat akkreditiert, 2015 erfolgte die Systemakkreditierung durch die FIBAA. Heute werden die über 4.000 Studierenden von rund 60 Professoren und 180 Lehrbeauftragten betreut.
Seit Oktober 2023 ist Susanne Schuller die Präsidentin der HAM. Zum Beginn des Wintersemesters 2024/25 wurde Benedikt Schumm zum Vizepräsidenten der HAM vom Senat der Hochschule gewählt. Gemeinsam mit der Kanzlerin Bettina Trapp bilden sie das Präsidium der Hochschule.

## Studienkonzept
Die HAM verfolgt ein semi-virtuelles Studienkonzept: Ein Teil des Studiums findet virtuell unter Verwendung einer Online-Lernplattform statt, wobei sich die Studierenden das Wissen mithilfe von multimedial gestalteten Arbeitsmitteln aneignen. Zusätzlich sind Präsenzphasen vorgesehen, die dem Besuch von Vorlesungen und Kursen an der HAM, sowie dem Ablegen von Prüfungsleistungen dienen. Die Lehrmethoden basieren auf dem Blended-Learning-Ansatz und zielen auf ein problemorientiertes Lernen und den Erwerb von Handlungskompetenzen ab.
- Vollzeitstudium
- Teilzeitstudium
- Kooperatives/berufsbegleitendes Studium (Studium Plus)
- Duales Studium (Dual Plus)

Mit dem Modell Dual Plus kann die Lehre am Lernort des kooperierenden Unternehmens stattfinden.

## Fakultäten und Studiengänge
Die HAM bietet Bachelor- und Masterstudiengänge in den drei Fakultäten Betriebswirtschaft, Sportmanagement sowie Technologie und Medien an. Je nach Studiengang können die akademischen Grade Bachelor of Arts, Master of Arts, Bachelor of Science, Master of Science, Bachelor of Engineering oder Master of Engineering erreicht werden.
- Fachgebiet "Bau & Immobilien"
  - Baumanagement (B.A. Management)
  - Baumanagement (B.Eng. Wirtschaftsingenieurwesen)
  - Baumanagement für Bauingenieure (M.Eng. Wirtschaftsingenieurwesen)
  - Immobilienwirtschaft (B.A. Management)
  - Immobilienwirtschaft (M.A. Management)

- Fachgebiet "Creative"
  - Creative Media (B.A.)
  - Creative Media (M.A.)
  - Design (B.A.)
  - Eventmanagement (B.A.)
  - Film- und Videoproduktion (B.A.)
  - Musikproduktion (B.A.)

- Fachgebiet "Digitalisierung, IT & Software"
  - Artificial Intelligence (M.Sc. Wirtschaftsinformatik)
  - Computer Science (M.Sc.)
  - Cyber Security (M.Sc. Wirtschaftsinformatik)
  - Digital Innovation (M.Sc.)
  - Game Design (B.Sc.)
  - Software Design und User Experience (B.Sc.)
  - Software Development (B.Sc.)
  - Wirtschaftsinformatik (B.Sc.)

- Fachgebiet "Engineering"
  - Digital Engineering (B.Eng.)
  - Digital Engineering (M.Eng.)
  - Digital Transformation Management (M.Eng. Wirtschaftsingenieurwesen)
  - Elektrotechnik & Gebäudeautomation (B.Eng.)
  - Green Engineering (M.Eng.)
  - Nachhaltigkeitsmanagement (M.Eng. Wirtschaftsingenieurwesen)
  - Wirtschaftsingenieurwesen (B.Eng.)
  - Wirtschaftsingenieurwesen (M.Eng.)

- Fachgebiet "Fashion & Beauty"
  - Beauty Studies (B.A.)
  - Fashion & Beauty (M.A.)
  - Fashion Studies & Luxury Brands (B.A.)
  - Fashionmanagement & Global Brands (B.A. Management)

- Fachgebiet "Management"
  - Advanced Finance and Accounting (M.A. Management)
  - Digital Entrepreneurship (B.Sc.)
  - Digital Transformation Management (M.A. Management)
  - Gesunde Arbeit und Employer Branding (M.A. Management)
  - Handelsmanagement und E-Commerce (B.A. Management)
  - Human Resource Management (M.A. Management)
  - Innovatives B2B-Management im Groß- und Außenhandel (B.A. Management)
  - International Management (M.A. Management)
  - Management (B.A.)
  - Management (M.A.)
  - Nachhaltigkeitsmanagement (M.A. Management)

- Fachgebiet "Medien & Journalismus"
  - Journalismus (B.A.)
  - Journalismus (M.A.)
  - Media Studies (B.A.)
  - Medienmanagement (B.A.)
  - Medienmanagement (M.A.)
  - Medienpsychologie (B.A.)
  - Social Media Studies (B.A.)
  - Sportjournalismus (B.A.)

- Fachgebiet "Öffentliche Verwaltung"
  - Public Management (B.A. Betriebswirtschaftslehre)
  - Public Social Management (B.A. Betriebswirtschaftslehre)
  - Soziale Sicherung (B.Sc. Wirtschaftsinformatik)

- Fachgebiet "Sport"
  - CSR und Nachhaltigkeit im Sport (M.A. Sportmanagement)
  - Digitalisierung im Sport (M.A. Sportmanagement)
  - Esports Management (B.A. Sportmanagement)
  - Fußballmanagement (B.A. Sportmanagement)
  - Fußballmanagement (M.A. Sportmanagement)
  - Outdoor Studies (B.A.)
  - Sport- und Leistungspsychologie (M.A. Sportmanagement)
  - Sportmanagement (B.A.)
  - Sportmanagement (M.A.)
  - Tennis- und Racketsport (B.A. Sportmanagement)

- Fachgebiet "Wirtschaftspsychologie"
  - Digital Transformation Management (M.A. Wirtschaftspsychologie)
  - Gesunde Arbeit & Employer Branding (M.A. Wirtschaftspsychologie)
  - Psychologie der Lebenswelten (B.Sc.)
  - Psychologie der Lebenswelten (M.Sc.)
  - Sport- und Leistungspsychologie (M.A. Wirtschaftspsychologie)
  - Wirtschaftspsychologie (B.A.)
  - Wirtschaftspsychologie (M.A.)

## Forschungsprojekte
Gegenwärtig laufen an den verschiedenen Fakultäten mehrere Forschungs- und Drittmittelprojekte mit namhaften Kooperationspartnern:
Fakultät Betriebswirtschaft
- Forschungsprojekt MeQ:ino: Ein Projekt zur "Förderung der Stärkung der digitalen Medienkompetenz für zukunftsorientierte Medienbildung in der beruflichen Qualifizierung"[8] für das Bundesministerium für Bildung und Forschung (BMBF)
- Forschungsprojekt LEKAF: Ein Forschungsprojekt in dem Lernkompetenzen analysiert und gefördert werden.[9] LEKAF wird unterstützt und gefördert von der Vodafone Stiftung und Heister vom Bundesinstitut für Berufsbildung (BIBB)
- Forschungsprojekt TEAMLEAD: "Untersuchung zur Ausgestaltung der Führungsrolle des mittleren Managements aus systemtheoretischer Sicht – mit Fokus auf der Steuerung von Teamprozessen".[10] Förderung durch das Bundesministerium für Bildung und Forschung (BMBF)
- Forschungsprojekt Transferstärke-Methode: „Transferförderliche Gestaltung von Bildungsmaßnahmen und Steigerung der Lern- und Transferkompetenzen der Mitarbeiter“ mit dem Deutschen Industrie- und Handelskammertag (DIHK)
- Forschungsprojekt ELSA: Entwicklung einer Weiterbildungsdidaktik für selbstorganisierte Lernprozesse.[11] Die Forschung erfolgt durch eine Kooperation mit dem Bundesinstitut für Berufsbildung (BIBB)[12]

Fakultät Sportmanagement
- Forschungsprojekt „Vierschanzentournee Oberstdorf“: Marktforschungsstudie zur erfolgreichen Nutzung von Sportgroßveranstaltungen für den Tourismus in Oberstdorf mit der Gemeinde Oberstdorf
- Forschungsprojekt „Organisations- und Prozessentwicklung Hannover 96“: Forschungsprojekt zur Organisations- und Prozessentwicklung inkl. Social Media beim Erstligisten Hannover 96

Fakultät Technologie und Medien
- Forschungsprojekt „KI-Coach“: Der KI-Coach-Work-Health soll Organisationen bei der Umsetzung gesundheitsförderlicher Maßnahmen unterstützen. Mithilfe der App-basierten KI-Lösung sollen Führungskräfte und Beschäftigte aktiv befähigt werden, gesunde Arbeitsbedingungen in Unternehmen nachhaltig zu realisieren und machbare, individuelle gesundheitsorientierte Ziele zu setzen. Auf diese Weise soll zu einer Verbesserung der Arbeitsqualität und Gesundheitserhaltung sowie -förderung von Arbeitnehmern beigetragen werden.[13]

## Akkreditierung
Die Hochschule wurde vom Wissenschaftsrat institutionell akkreditiert. Alle Bachelor- und Master-Studiengänge der Hochschule für angewandtes Management sind im Zuge der Umsetzung des Bologna-Prozesses unter dem ECTS-System von der FIBAA akkreditiert worden.

## Sportförderung / Stipendien
In Kooperation mit dem Olympiastützpunkt Bayern vergibt die Hochschule jährlich Stipendien an Leistungssportler. Bislang förderte die Hochschule u. a. folgende Sportler mit einem Stipendium:
- Andreas Wellinger (Skispringen / SC Ruhpolding)
- Viktoria Rebensburg (Ski Alpin / SC Kreuth)
- Paul Eckert (Skicross / WSV Samerberg)
- Anna Gerhardt (Fußball / FC Bayern München)
- Florian Wilmsmann (Skicross / TSV Hartpenning)
- Jakob Lange (Nordische Kombination / WSV Kiefersfelden)
- Sara Däbritz (Fußball / FC Bayern München)
- Moritz Geisreiter (Eisschnelllauf / DEC Inzell)
- Selina Jörg (Snowboard / SC Sonthofen)
- Johannes Ludwig (Rennrodeln / BSR Rennsteig Oberhof)
- Roxanne Dufter (Eisschnelllauf / DEC Inzell)
- Franziska Hildebrand (Biathlon / WSV Clausthal-Zellerfeld)
- Tina Lutz (Segeln / Chiemsee Yacht Club)
- Viktoria Haidn-Tschalova (Bogenschießen / Deutscher Schützenbund)